# Ahmed Deedat
Ahmed Husein Deedat (ur. 1 lipca 1918 w Tadkeshwarze, zm. 8 sierpnia 2005 w Verulam) – południowoafrykański teolog muzułmański pochodzenia indyjskiego. Autor ponad 20 prac, które zostały przetłumaczone na liczne języki, m.in. na afrykanerski, amharski, arabski, bengalski, chiński, francuski, indonezyjski, japoński, malajski, niderlandzki, norweski, rosyjski, urdu oraz zulu.

## Życiorys
W 1927 roku wraz z ojcem Huseinem wyemigrował do Związku Południowej Afryki; matka Fatima pozostała w Indiach, gdzie zmarła w 1930 roku. Kształcił się w Sastri College w Durbanie, jednak w wieku 16 lat porzucił szkołę z powodów finansowych; pracował w sklepie meblowym, jednocześnie samodzielnie zgłębiał wiedzę o islamie. W 1942 roku wygłosił swój pierwszy publiczny wykład poświęcony islamowi, a od 1949 do 1952 roku przebywał w Pakistanie, gdzie pracował w fabryce tekstyliów. Po powrocie do Południowej Afryki dołączył do Arabic Study Circle.
17 marca 1957 roku wspólnie z Gulamem Huseinem Vankerem założył Islamic Propagation Centre, którego celem była działalność misyjna, a także przeprowadzanie wykładów i debat na temat islamu, które od lat 80. były transmitowane; Deedat powołał także do życia As-Salam Center – ośrodek kształcący muzułmańskich teologów. Islamic Propagation Centre otworzyło swoje oddziały na terenie Arabii Saudyjskiej, Stanów Zjednoczonych, Wielkiej Brytanii i Zjednoczonych Emiratów Arabskich. W 1985 roku Deedat zarejestrował Islamic Propagation Centre jako organizację non-profit.
Deedat podjął się wielu debat z wyznawcami chrześcijaństwa oraz hinduizmu, w 1984 roku napisał kilka listów do papieża Jana Pawła II, w których poprosił o spotkanie w Bazylice św. Piotra, do którego jednak nie doszło ze względu na odmowę ze strony papieża. W maju 1989 roku zawarł umowę ze stacją telewizyjną M-Net, na mocy której dana stacja miała emitować reklamy promujące Koran; działania te zostały skrytykowane przez część południowoafrykańskich ulemów, wśród których działalność misyjna skierowana w stronę ludności niewyznającej islamu była niepopularna.
W 1996 roku doznał udaru, w wyniku którego do końca życia pozostawał sparaliżowany; zmarł 8 sierpnia 2005 roku z powodu niewydolności nerek.

## Wybrane prace naukowe[3][2]
- Crucifixion or Cruci-Fiction?
- What the Bible says about Muhammad (1976)
- What was the Sign of Jonah? (1976)
- Who Moved the Stone? (1977)
- Resurrection or Resuscitation? (1978)
- Is the Bible God’s Word? (1980)
- From Hinduism to Islam (1987)
- Arab and Israel – Conflict or Conciliation? (1989)
- 50000 Errors In The Bible (1991)
- Alcohol in Christianity and Islam (1992)
- Ikhtifa’a Lafth Al-Jalalah (1993)
- Muhammed The Greatest (1993)
- The Choice: Islam and Christianity (1993)

## Spotkania[2]
- listopad 1984 – spotkanie z premierem Malezji Mahathirem bin Mohamadem,
- październik 1987 – spotkanie z prezydentem Pakistanu i generałem Muhammadem Zią ul-Haqiem,
- grudzień 1987 – spotkanie z prezydentem Malediwów Maumunem Abdulem Gajumem,
- 1989 – spotkania z prezydentem Egiptu Husnim Mubarakiem, saudyjskim księciem i astronautą Sultanem ibn Salmanem Al Su’udem, królem Arabii Saudyjskiej Fahdem ibn Abd al-Azizem Al Su’udem oraz byłym prezydentem Ugandy Idi Amim Aminem.

## Poglądy i kontrowersje
Wyraził poparcie dla irańskiej rewolucji islamskiej z 1979 roku, w 1982 roku odwiedził Iran z okazji 3. rocznicy rewolucji. Miał krytyczne zdanie o prezydencie Iraku Saddamie Husajnie, potępił inwazję Iraku na Kuwejt.
Jego praca pt. From Hinduism to Islam z 1987 roku, w której krytykował wierzenia hindusów, spotkała się z niezadowoleniem ze strony południowoafrykańskich wyznawców hinduizmu, jak i islamu; Islamic Council of South Africa potępiła działania Deedata. Inna jego praca – Arab and Israel – Conflict or Conciliation? z 1989 roku – została skrytykowana przez South African Jewish Board of Deputies, która zarzuciła Deedatowi szerzenie antyizraelskiej propagady; publikacja zawierała zdjęcie Palestynki próbującej zabrać swoje dziecko z rąk izraelskich żołnierzy.
W 1994 roku zakazano we Francji sprzedaży i dystrybucji prac Ahemda Deedata z powodu ich antyzachodniego i antysemickiego tonu.

## Nagrody
W 1986 roku jako pierwszy Południowoafrykańczyk został uhonorowany Nagrodą Króla Fajsala.

## Życie prywatne
W 1940 roku poślubił Hawę Gagnat, z którą miał synów Ebrahima i Yusufa oraz córkę Rukayyę.